# Maliek Collins
Maliek Collins (Kansas City, Misuri, 8 de abril de 1995) es un jugador profesional estadounidense de fútbol americano que se desempeña en la posición de defensive tackle en Houston Texans, equipo de la National Football League (NFL).

## Carrera
Fue seleccionado en la tercera ronda en la Reunión Anual de Selección de Jugadores de la NFL de 2016. Hizo su debut profesional con el equipo Dallas Cowboys, en el cual jugó cuatro temporadas (2016-2020), después pasó a Las Vegas Raiders (2020-2021), luego a Houston Texans, donde lleva jugando tres temporadas.